# Marc Antoine Coban dit Vabre
Marc Antoine Coban dit Vabre, né le 26 février 1762 à Grenoble et mort le 4 août 1817 à Paris, est un général français de la Révolution et de l’Empire.

## États de service
Il obtient le grade de chef de bataillon le 15 décembre 1791, au 4e bataillon de volontaires de Rhône-et-Loire, incorporé dans la 84e demi-brigade de première formation lors de l’organisation de l’an II, il est envoyé à l’armée des Alpes, où il sert pendant les campagnes de 1792 et 1793.
Passé dans la 1re division de droite de l’armée d’Italie, il est chargé du commandement du camp de Pietra-Cava, puis du commandement temporaire du 1er bataillon de grenadiers au camp de Saint-Arnoux,près de Gap le 2 janvier 1794. Le 25 février 1794, il est nommé adjudant-général chef de brigade provisoire par le général Masséna, nomination approuvée le 2 septembre 1794.
Il passe chef de brigade à la suite le 25 mai 1797, à la 25e demi-brigade d’infanterie de ligne. Désigné pour faire partie de l’armée d’Orient, il tombe malade juste avant l’embarquement, et il est transféré en position de réforme le 23 octobre 1798.
Il reprend du service le 19 mai 1799, comme commandant du contingent des conscrits du département de la Loire. Envoyé à l’armée d’Helvétie le 27 juillet 1799, il est mis à la tête de la 11e demi-brigade d’infanterie de ligne par le général Masséna.
En 1803, il est affecté à l’armée de Batavie, et il reçoit son brevet de colonel au 11e régiment d’infanterie. Il est fait chevalier de la Légion d’honneur le 11 décembre 1803, et officier de l’ordre le 14 juin 1804. Il est promu général de brigade le 1er février 1805, et le 18 juillet 1806, il prend le commandement du département des Apennins, avant d’exercer les mêmes fonctions dans celui de l’Hérault le 28 août 1806. Le 4 décembre 1806 il passe dans la 13e division militaire, comme commandant du département d’Ille-et-Vilaine.
Le 25 août 1812, il est mis à la tête de la 7e brigade de gardes nationales, qu’il amène à Paris, et le 10 avril 1813, il est chargé du commandement du département du Finistère. Remplacé à son poste le 6 juin 1814, il est fait chevalier de Saint-Louis le 29 juillet suivant, et reprend le commandement du Finistère le 31 août 1814. Par décret du 15 avril 1815, il est maintenu dans son emploi par Napoléon pendant les Cent-Jours. Il est admis à la retraite le 1er septembre 1815.
Il meurt le 4 août 1817, à Paris.